# Friedrich Rumpelmayer
Friedrich Rumpelmayer (* 8. Februar 1855 in Preßburg, Königreich Ungarn; † 20. Juni 1916 in Wien, Österreich-Ungarn) war ein österreichischer Architekt.

## Curriculum Vitae

### Herkunft
Die Rumpelmayers waren eine eingesessene Preßburger Familie, die im 18. und 19. Jahrhundert einige bedeutende Persönlichkeiten hervorbrachte. Ursprünglich stammte die Familie aus Theben an der March, wo sie über Generationen hinweg, als Steinmetze und später als Baumeister und Architekten arbeiteten. Der älteste bekannte Vertreter dieses Geschlechts war der Steinmetz Johann Rumpelmayer († 1794), der die Werkstatt seines Vaters übernahm. Weitere bekannte Vertreter dieser Familie waren Martin Rumpelmayer (Steinmetz, † 1823), Alois Rumpelmayer (Steinmetz und Bildhauer, * ~1823, † 1882), Viktor Rumpelmayer (Architekt, * 1830, † 1885) und Anton Rumpelmayer (Konditor, * 1832, † 1914).

### Leben und Werk
Friedrich Rumpelmayer wurde als Sohn des Preßburger Steinmetzmeisters und Bildhauers Alois Rumpelmayer in Preßburg geboren. Auf Anregung seines Onkels Viktor Rumpelmayer entschloss er sich ebenfalls zu einem Studium der Architektur, das er an der Eidgenössischen Technischen Hochschule (ETH) in Zürich absolvierte. Nach seinem Studium ließ er sich vorerst n Wien nieder, wo er im Jahre 1888 Mitglied des Österreichischen Ingenieur- und Architektenvereins wurde. Rumpelmayers Schaffen stand im Zeichen des Historismus im Einklang mit dem Zeitgeschmack des 19. Jahrhunderts.
Rumpelmayer wirkte nicht nur in Wien, sondern errichtete auch einige bedeutende Bauwerke in seiner Vaterstadt Preßburg. Seine bekanntesten Schöpfungen sind:

#### Wien
- 1905 der Generalumbau des Palais Stahremberg in der Dorotheegsse 9 im Auftrage des damaligen Besitzers Alexander Markgraf Pallavicini
- 1905 Beteiligung an der Planung und dem Bau der 'Villa Marbach' in Hernals (zusammen mit seinem Onkel und Josef Hackhofer)

#### Preßburg
- 1885 Palais Pálffy in der Herrengasse zusammen mit Viktor Rumpelmayr geplant und nach dessen Tod († 14. Juni 1885) von Friedrich Rumpelmayer vollendet. Der Auftraggeber war Johann Pálffy, einer der reichsten Männer in Österreich-Ungarn.

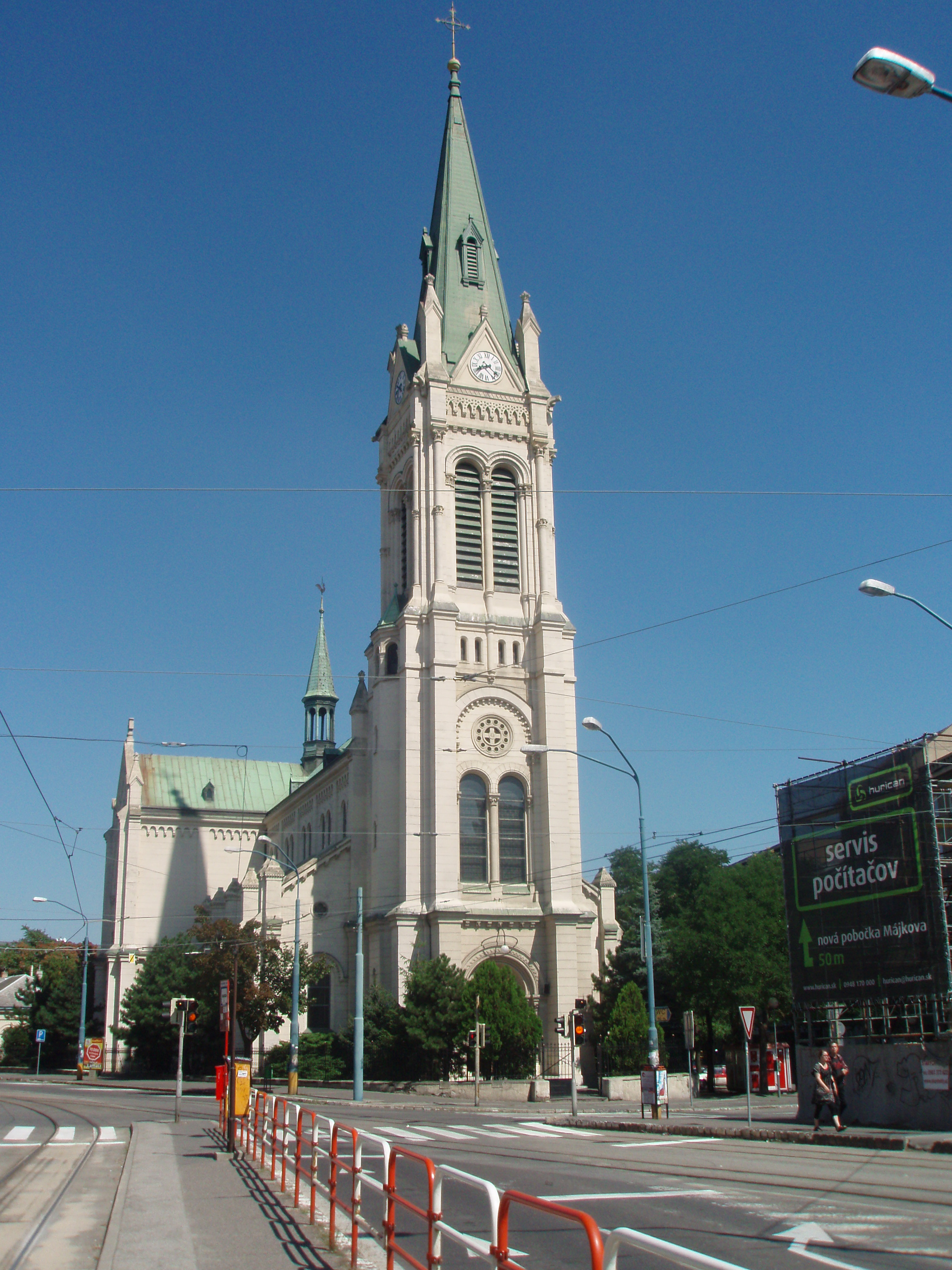
Die Blumenthaler Kirche in Preßburg (Zustand 2010)

- Die Blumenthaler Kirche in Preßburg (Zustand 2010)1888 Die Blumenthaler Kirche ist wohl das bedeutendste Werk von Friedrich Rumpelmayer. Er entwarf den Kirchenbau im Baustil der französischen Kathedralen der Spätromanik. Initiator des Baus war der Preßburger Domherr Joseph Poeck. Die Bauarbeiten wurden von dem bekannten Preßburger Baumeister Ignaz Feigler d. J. ausgeführt. (Der neoromanische Bau, in Form eines Kreuzes, hat eine Gesamtlänge von 57 m, die Breite beträgt 18 m, das Querschiff ist 30 m breit. Der Bau ist 25 m hoch und der Turm hat eine Höhe von 76 m.)